# Naoya Inoue
Naoya Inoue (井上 尚弥, Inoue Naoya; Zama, 10 april 1993) is een Japanse bokser. Hij won meerdere wereldtitels in vier gewichtsklassen.

## Profcarrière
Inoue begon zijn profcarrière op 2 oktober 2012. Hij won op 6 april 2014 de WBC-wereldtitel in het lichtvlieggewicht door de Mexicaan Adrián Hernández in de zesde ronde technisch knock-out (TKO) te slaan. Dit was pas het zesde professionele gevecht van Inoue en daarmee de eerste overwinning van deze wereldtitel in de WBC-geschiedenis. In september 2014 verdedigde hij de titel tegen de Thai Wittawas Basapean door een TKO in de elfde ronde.
In november 2014 stelde Inoue zijn lichtvlieggewichttitel vacant om WBO-junior bantamgewichtkampipen Omar Narváez uit te dagen op 30 december 2014. Inoue sloeg Narváez in de tweede ronde knock-out.
Na zeven keer zijn titel te hebben verdedigd, deed Inoue in maart 2018 afstand van de WBO-titel en stapte over naar het bantamgewicht. In deze gewichtsklasse won hij de WBA-wereldtitel in zijn eerste gevecht op 25 mei 2018, toen hij de Brit Jamie McDonnell in de eerste ronde TKO sloeg.

### World Boxing Super Series
Met deze overwinning kwalificeerde Inoue zich ook voor deelname aan het World Boxing Super Series (WBSS)-toernooi. Hij won zijn eerste titelverdediging in oktober 2018 door Juan Carlos Payano in de eerste ronde KO te slaan. Vervolgens in mei 2019 sloeg hij Emmanuel Rodríguez in de tweede ronde KO. In de WBSS-finale op 7 november 2019 won hij van IBF-wereldkampioen Nonito Donaire middels een unanieme beslissing. Zo verenigde hij zijn WBA-titel met de IBF-titel van zijn tegenstander en ontving hij de Muhammad Ali Trophy als winnaar van de World Boxing Super Series.

### Onbetwiste kampioen bantamgewicht
Op 31 oktober 2020 verdedigde Inoue beide titels tegen Jason Moloney (KO). In 2021 verdedigde hij zijn titels tegen Michael Dasmariñas (KO) en Aran Dipaen (TKO).
Op 7 juni 2022 vocht hij een rematch tegen Nonito Donaire  en won middels een TKO in de tweede ronde, waarmee hij ook WBC-wereldkampioen werd. Op 13 december 2022 won hij de WBO-bantamgewichttitel na het verslaan van Paul Butler door middel van een KO in de elfde ronde. Door deze overwinning was Inoue kampioen bij alle vier grote boksbonden in het bantamgewicht.

### Onbetwiste kampioen superbantamgewicht
Op 25 juli 2023 maakte Inoue de overstap naar de gewichtsklasse superbantamgewicht en won de WBC- en WBO-titels door Stephen Fulton in de achtste ronde KO te slaan. Op 26 december 2023 won hij ook de WBA- en IBF-titels door Marlon Tapales in de tiende ronde KO te slaan. Met deze overwinning werd Inoue de eerste onbetwiste superbantamgewichtkampioen ooit en een onbetwiste kampioen in twee gewichtsklassen, slechts een jaar nadat hij alle titels in het bantamgewicht had verenigd.